# 台鐵14號型蒸汽機車
14號型蒸汽機車是臺灣鐵道會社購買的水櫃式蒸汽機車。

## 概要
1896年10月27日臺灣鐵道會社成立，並於1898年9月向美國鮑爾溫機車廠購入四輛蒸汽機車，編為1－4號（製造序號為 15524－15527），但是臺灣鐵道會社後來因募資失敗而解散，故此四輛機車由1899年11月8日成立的臺灣總督府鐵道部收購。購入後1－4號便投入縱貫鐵路工程，並配合北部偶數與南部奇數的編號規則而改為3、5號（南部線）與24、26號（北部線）:29，1905年取消規則後3、5、24、26號改為14號型（14－17）但維持原配屬地。另外14號型的駕駛室後方並未完全遮蔽以應付臺灣的炎熱氣候，但此設計在後退運轉且下雨時將造成駕駛室進水，故1905年時加裝了擋板來解決此問題:22。1920年起14號型全部改配臺北使用，1931年14、15號報廢，1936年16、17號停用後分別配置於臺北與高雄做為「給水預熱設備」使用，以縮短蒸汽機車燒水所需時間。1949年臺鐵接收後僅將17號編為BK1，但BK1並未行駛而直接報廢:28。

## 主要諸元

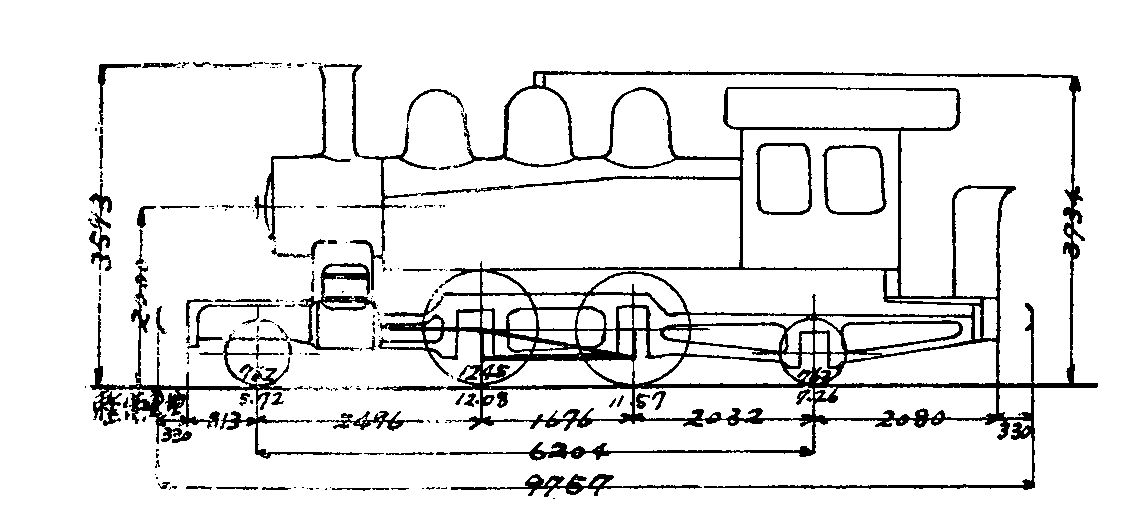
14號型蒸汽機車形式圖

### 基本資料[4]:44
- 日治時期形式：14號型→B31型[3]:22
- 號碼
  - 原車號：14－17
  - 1949年起：BK1（17）
- 製造廠：美國鮑爾溫機車廠
- 購入年：1899年

### 規格[2]:220
- 車輪配置：1B1（2-4-2）
- 飽合過熱別：飽合式
- 閥裝置、汽門：史式汽門（英语：Stephenson valve gear）
- 車寬：2,502 mm
- 車高：3,734 mm
- 機車整備重量：36.62噸
- 機車空車重量：28.45噸
- 車輪直徑
  - 動輪：1,300 mm
  - 臺車：730 mm
- 軸距（全6,204 mm）
  - 引擎：6,204 mm
  - 動輪：1,676 mm
  - 固定：1,676 mm
- 連結面間長：9,757 mm
- 汽缸
  - 數目：2個
  - 直徑：356 mm
  - 行程：508 mm
  - 牽引力：4,620 kgw
- 鍋爐使用壓力（實用汽壓）：11 kgw/cm²
- 傳熱面積（總計69.2 m²）
  - 火箱：6.7 m²
  - 煙管：62.5 m²
- 爐篦面積：1.67 m²
- 煙管直徑×長度×數目
  - 小煙管：45 mm×3,581 mm×125支
- 容量
  - 煤櫃：1.0 ton
  - 水櫃：5.5 m³